# أبو ثابت
أبو ثابت كان واليًا على طرسوس لفترة وجيزة، في الخلافة العباسية عام 900.

## التنصيب
نصَّبه والي المدينة السابق ابن الإخشيد، نائبًا وخلفًا له، عندما قام الأول بمداهمة الإمبراطورية البيزنطية أواخر عام 899/أوائل 900، بعد عِدة غارات بيزنطية قُرب طرسوس. وقُتل ابن الإخشيد أثناء الغارة فخلفه أبو ثابت. سرعان ما كان على أبي ثابت مواجهة غارة بيزنطية، وصلَت في آذار 900 إلى أبواب طرسوس. طارد أبو ثابت البيزنطيين إلى نهر الريحان، لكن هُزموا وأسِرُوا. نقلًا عن الطبري، فقد أُسِر ونُقِل أبو ثابت مع سجناء مسلمين آخرين إلى قونية ومنها إلى القسطنطينية.

## بعد المعركة
بعد المعركة وأَسْر أبي ثابت، حاول ابنه تولي منصبه في طرسوس، زاعمًا أن والده قد عينه خلفًا له، لكن عارضه شيوخ طرسوس وبلدات الثغور المحيطة، الذين اختاروا علي بن العربي. سلَّح نجل أبي ثابت أتباعه لفرض نفسه بالقوة، ولكن في النهاية اقتنع بقبول ابن العربي.